# Alaskan Klee Kai
 (novembre 2016).
L'Alaskan Klee Kai est une race de chien nordique de la famille des Husky. Le terme «Klee Kai» dérive d'un mot athapascan qui signifie «petit chien». Cette race a été créée pour obtenir un Alaskan Husky de la taille miniature. Le résultat est un chien d'appartement énergique, intelligent et dont la morphologie rappelle ses origines  nordiques.
Il est très peu représenté en Europe.
En France 🇫🇷, seuls deux élevages produisent cette race : l'élevage Kingdom of minis wolfs situé a coté de lyon https://www.elevagealaskankleekai.com/ et l'élevage Le royaume des licornes situé dans le Tarn et garonne.https://www.leroyaumedeslicornes.com/alaskan-klee-kai
Ces deux seuls représentants de la race détenant l'autorisation d'élevage par mentor et ayant des chiens tous inscrit au registre UKC (United Kennel club) 

## Historique
Cette race de chien a été obtenue à Wasilla (Alaska) au milieu des années 1970 par Linda S. Spurlin à la suite d'un croisement accidentel entre un Alaskan Husky et un petit chien. La race est le résultat de croisements incluant des Sibériens, des Alaskan Huskies, des Schipperkels et des American eskimo dogs afin d'obtenir une réduction de la taille sans nanisme. Elle développa ses chiens en privé et ce n'est qu'en 1988 qu'elle rendit publique cette nouvelle race.
Initialement baptisée «Klee Kai», la race fut séparée en «Alaskan Klee Kai» et en «Klee Kai» pour des raisons politiques en 1995. En 2002, le nom de cette race bascula définitivement vers la nouvelle appellation. L'Alaskan Klee Kai a été reconnu par l'American Rare Breed Association (ARBA) en 1995 et par l'United Kennel Club (UKC) le 1er janvier 1997.

## Description
L'Alaskan Klee Kai ressemble à un husky en miniature. Il se décline en trois tailles : standard, miniature et toy.
Les coloris sont les suivants : noir et blanc, gris et blanc (toutes variétés), rouge et blanc (rare) et blanc pur (non homologué).

## Comportement
L'Alaskan Klee Kai est un chien très intelligent, très curieux, actif, rapide et agile qui devient rapidement une partie intégrante de n'importe quelle famille qui souhaite en adopter un. Il ressemble à un Husky Sibérien, l'AKK est distant et suspicieux vis-à-vis des étrangers. Grâce à cela, ils font de très bon chiens de garde. Pour les aider à s'intégrer dans une société où ils doivent accepter et tolérer les étrangers, ils doivent être sociabilisés très tôt et de façon continuelle tout au long de leur vie. Ils sont moyennement actifs mais ont un instinct prédateur pour des proies telles que les lapins, les hamsters, les oiseaux, les chats, etc. qu'ils vont chasser et tuer s'ils ne sont pas correctement sociabilisés.
L'Alakan Klee Kai ne supporte pas d'être maltraité (pincé, etc.). En raison de son intelligence, l'Alaskan Klee Kai a besoin d'une bonne éducation et peut exceller dans de nombreuses activités.
L'Agility est une activité dans laquelle il semble être plutôt bon. Si votre Klee Kai est très actif, l'agility est un bon moyen pour lui de se défouler.